# Giuseppe Caimo
Giuseppe Caimo conosciuto anche come Gioseppe Caimo (Milano, 1545 – 1584) è stato un compositore e organista italiano del Rinascimento, che operò principalmente a Milano.
È stato un prolifico compositore di madrigali e di altra musica vocale ed uno dei musicisti più importanti di Milano nella seconda metà del XVI secolo.

## Fonti
- Iain Fenlon, "Gioseppe Caimo", Grove Music Online, ed. L. Macy (Accessed February 8, 2008), (subscription access) Archiviato il 16 maggio 2008 in Internet Archive.
- Mariangela Donà, "Milan", Grove Music Online, ed. L. Macy (Accessed February 9, 2008), (subscription access) Archiviato il 16 maggio 2008 in Internet Archive.
- Allan W. Atlas, Renaissance Music:  Music in Western Europe, 1400–1600. New York, W.W. Norton & Co., 1998.  ISBN 0-393-97169-4
- Gustave Reese, Music in the Renaissance.  New York, W.W. Norton & Co., 1954.  ISBN 0-393-09530-4
- Alfred Einstein, The Italian Madrigal.  Three volumes.  Princeton, New Jersey, Princeton University Press, 1949.  ISBN 0-691-09112-9
- Adriano Glans, Voci per una Enciclopedia della Musica. Chieti, Tabula fati, 2012.  ISBN 978-88-7475-280-5